# فرناندو سواريز
فرناندو سواريز (بالإسبانية: Fernando Suárez)‏ (6 مارس 1991 في باراغواي - ) هو مدرب كرة قدم ولاعب كرة قدم باراغواياني في مركز الهجوم.

## وصلات خارجية
- فرناندو سواريز على موقع قاعدة بيانات كرة القدم.إي يو (الإنجليزية)
- فرناندو سواريز على موقع Soccerway.com (الإنجليزية)